# Sisyphos-Fragment
Das Sisyphos-Fragment ist ein fragmentarischer Text aus einem antiken Drama aus dem klassischen Zeitalter, das in der Antike Kritias oder Euripides zugeschrieben wurde. Offensichtlich ein Werk aus dem späten fünften Jahrhundert v. Chr., bleibt unbekannt, ob es sich um ein Satyrspiel oder eine Tragödie handelte.

## Inhalt
Das Sisyphus-Fragment gilt weithin als bedeutendes Dokument in der Geschichte des Atheismus. Darin gibt die Hauptfigur Sisyphos einen skeptischen Bericht über die Ursprünge der Religion, der impliziert, dass die Götter nicht existierten, sondern von einem klugen Individuum zum Zweck des sozialen Zusammenhalts erfunden wurden. Insgesamt sind 42 Zeilen des antiken griechischen Dialogs erhalten geblieben:

„Es war eine Zeit, da war ungeordnet das Leben der Menschen 
 
und tierhaft und der Stärke untertan, 

da gab es weder einen Siegespreis für die Edlen 

noch wurde Bestrafung den Schlechten zuteil. 

Und dann scheinen sich mir die Menschen Gesetze 

gegeben zu haben als Züchtiger, damit das Recht Herrscher sei 

gleichermaßen über alle und die Hybris zur Sklavin habe. 

Bestraft aber wurde, wann immer einer sich verging. 

Danach, nachdem die Gesetze sie zwar davon 

abhielten, offen Gewalttaten zu begehen, 

sie diese aber heimlich begingen, damals scheint mir 

zuerst ein schlauer und im Sinne weiser Mann 

die Furcht vor den Göttern den Menschen erfunden zu haben, damit 

eine Abschreckung sei für die Bösen, auch wenn sie insgeheim 

etwas täten oder sagten oder dächten. 

Von hier aus also führte er das Göttliche ein: 

Daß ein Daimon existiere, in unvergänglichem Leben prangend, 

mit dem Geiste hörend und sehend und denkend, 

auf jegliches achtend und göttliche Natur tragend, 

der alles unter den Sterblichen Gesagte hören 

und alles Getane wird sehen können. 

Wenn du aber heimlich etwas Schlimmes planst, 

wird dies den Göttern nicht verborgen bleiben. Denn das Erkennen 

ist im Übermaß in ihnen. Indem er diese Worte sagte, 

führte er die angenehmste der Lehren ein, 

mit trügerischem Wort die Wahrheit verhüllend. 

Es wohnen aber, so sagte er, die Götter dort, wo 

er die Menschen am meisten erschrecken mußte mit seiner Rede, 

woher, wie er erkannte, die Ängste den Sterblichen kommen 

und die Segnungen für ihr mühsames Leben, 

vom Umlauf droben, wo er die Blitze 

wahrnahm und die furchtbaren Schläge des Donners 

und den sternbesetzten Bau des Himmels, 

das schöne Buntwerk der Zeit, des weisen Baumeisters, 

wo der strahlende Feuerball der Sonne einherzieht 

und feuchter Regen zur Erde niederströmt. 

Solche Ängste baute er rings um die Menschen auf, 

durch die er mit seiner Rede schön die Gottheit 

lokalisierte und an einem geziemenden Ort 

und die Gesetzlosigkeit durch die Gesetze auslöschte. 
 (Übersetzt von Klaus Meister)“

Obwohl der Rest des Dramas verloren gegangen ist, wird allgemein angenommen, dass Sisyphos wegen seiner Gottlosigkeit von den Göttern bestraft wurde. Der Atheismus wurde im klassischen griechischen Drama als Bedrohung der Tradition angesehen, und Charaktere, die an der Macht der Götter zweifelten, erwiesen sich am Ende des Stückes immer als falsch.
Das Sisyphos-Fragment ist sowohl ein literarisches Werk als auch ein Produkt wissenschaftlicher und anthropologischer Spekulationen aus dem 5. Jahrhundert v. Chr. Wie jedoch Charles Henry Kahn andeutete, ist das Fragment in seinem ausgesprochenen Atheismus auffallend originell und geht in dieser Hinsicht über seine unmittelbaren intellektuellen Einflüsse hinaus:

“[The Sisyphus Fragment] is the best-preserved example of fifth-century accounts of the origin of religion, and it is the most outspoken example of fifth-century atheism [...] Sisyphus' speculation concerning the origin of belief in the gods has familiar parallels in the theories of Democritus and Prodicus, theories which belong to the tradition of Kulturenstehungslehre or accounts of the rise of human civilization. And these accounts in turn, like the later prehistories in Lucretius and Diodorus, have their place within a tradition of explaining the origin of mankind and the origin of the world — a tradition that began in fifth century Miletus.”

„Das Sisyphos-Fragment ist das am besten erhaltene Beispiel für die Darstellung des Ursprungs der Religion im fünften Jahrhundert und das deutlichste Beispiel für den Atheismus des fünften Jahrhunderts […] Sisyphos’ Spekulationen über den Ursprung des Glaubens an die Götter haben vertraute Parallelen in den Theorien von Demokrit und Prodikos, Theorien, die zur Tradition der Kulturenstehungslehre oder der Darstellung der Entstehung der menschlichen Zivilisation gehören. Und diese Erzählungen wiederum, wie auch die späteren Vorgeschichten bei Lukrez und Diodor, stehen in einer Tradition der Erklärung des Ursprungs der Menschheit und der Welt – einer Tradition, die im fünften Jahrhundert in Milet begann.“

## Kontroverse um die Autorschaft
In der Antike wurde das Sisyphos-Fragment in einer Tradition Kritias und in einer anderen Euripides zugeschrieben. Sextus Empiricus behauptet, der Autor sei Kritias gewesen, aber die Doxographie des Aëtios behauptet, der Autor sei Euripides gewesen.
In der Wissenschaft heute, die den Bemühungen von Ulrich von Wilamowitz-Moellendorff folgte, war es üblich, Kritias als Autor zu akzeptieren. Nach einem einflussreichen Artikel von Albrecht Dihle aus dem Jahr 1977 wurde es populärer, Euripides als ursprünglichen Autor zu akzeptieren. Seitdem besteht kein wissenschaftlicher Konsens über den ursprünglichen Autor des Fragments und die Frage wird weiterhin heftig diskutiert.

## Frühneuzeitliche Rezeption
Das Sisyphos-Fragment wurde auch in einem Drama aus der Elisabethanischen Zeitalter von Robert Greene verwendet: The Tragedy of Selimus, Sometime Emperor of the Turks. Allerdings ist die Figur, die die atheistische Erklärung der Religion liefert, nicht mehr Sisyphos, sondern der türkische Prinz Selimus:

„Then some sage man, above the vulgar wise, 

Knowing that laws could not in quiet dwell, 

Unless they were observed, did first devise 

The names of gods, religion, heaven and hell, 

And ’gan of pains, and feigned rewards, to tell: 

Pains for those men which did neglect the law; 

Rewards for those that lived in quiet awe. 

Whereas indeed they were mere fictions, 

And if they were not, Selim thinks they were; 

And these religious observations, 

Only bugbears to keep the world in fear 

And make men quietly a yoke to bear. 

So that religion (of itself a bauble) 

Was only found to make us peaceable.“